# Crisia patagonica
Crisia patagonica är en mossdjursart som beskrevs av D'Orbigny 1841. Crisia patagonica ingår i släktet Crisia och familjen Crisiidae. Inga underarter finns listade i Catalogue of Life.